# Rybitwa arabska
Rybitwa arabska (Sterna repressa) – gatunek średniej wielkości ptaka wodnego z rodziny mewowatych (Laridae).
Zasięg występowaniaWystępuje nad Morzem Czerwonym aż po południową część półwyspu Synaj, nad Zatoką Perską oraz na północnych wybrzeżach Oceanu Indyjskiego od Kenii po Pakistan i lokalnie zachodnie Indie (okolice Mumbaju), sporadycznie w Zatoce Akaba. Przeważnie wędrowna, choć osobniki ze wschodniej Afryki mogą być osiadłe. Zimuje na wybrzeżach północno-wschodniej i wschodniej Afryki, Morza Arabskiego po południowo-zachodnie Indie i Lakszadiwy. Nie wyróżnia się podgatunków.
MorfologiaDługość ciała 32–34 cm, rozpiętość skrzydeł 58–63 cm. Podobna do rybitwy rzecznej, lecz z nieco dłuższym dziobem i węższymi skrzydłami.
EkologiaGniazduje wraz z innymi gatunkami rybitw w koloniach liczących 10–200 par, niekiedy do 900 par. Poza sezonem lęgowym pozostaje towarzyska.
PożywienieŻywi się małymi rybami (o długości przeciętnie 5 cm) i bezkręgowcami.
Status zagrożeniaMiędzynarodowa Unia Ochrony Przyrody (IUCN) uznaje rybitwę arabską za gatunek najmniejszej troski (LC – Least Concern). Liczebność populacji w 2006 roku szacowano na 600 tysięcy osobników, w tym około 400 tysięcy osobników dorosłych. Jedną z głównych przyczyn spadku liczebności tego gatunku jest wybieranie jaj przez ludzi, obecnie jednak na dużo mniejszą skalę niż dawniej.